# Podperaea
Podperaea là một chi rêu trong họ Hypnaceae.